# Eva Brumby
Eva Brumby (9 de julio de 1922 - 14 de mayo de 2002) fue una actriz teatral, cinematográfica y televisiva alemana.

## Biografía
Nacida en Berlín, Alemania, e hija de un abogado, entre 1938 y 1940 tomó clases de actuación de Lucie Höflich. Su primer compromiso teatral fue con el Staatstheater Kassel en 1940. En 1945 fue a actuar al Teatro Hebbel de Berlín, y en 1949 al Deutsches Theater de la misma ciudad. 
Desde 1950 a 1954 y de nuevo entre 1956 y 1960, Brumby perteneció al Berliner Ensemble. Tras ello trabajó en el Teatro Städtischen de Essen, en el Städtischen Bühnen de Dortmund, en el Festival Ruhrfestspiele de Recklinghausen, en el Teatro Ernst Deutsch de Hamburgo, el Deutsches Schauspielhaus de Hamburgo, el Hamburger Kammerspiele, además del Niedersächsisches Staatstheater y el Theater für Niedersachsen, ambos en Hannover .
Eva Brumby también actuó en producciones televisivas y cinematográficas. En la serie Frauenarzt Dr. Markus Merthin interpretó entre 1994 y 1995 a Eller Büttel. A partir de 1979 fue también profesora de la Hochschule für Musik und Theater de Hamburgo.
Eva Brumby falleció en Hamburgo, Alemania, en 2002. Había estado casada con el actor Gert Karl Schaefer. La pareja tuvo cuatro hijos, entre ellos los intérpretes Susanne Schaefer y Gert Schaefer.

## Filmografía
- 1955 : Ein Polterabend
- 1957 : Herr Puntila und sein Knecht Matti (TV)
- 1961 : Mutter Courage und ihre Kinder
- 1961 : Die seltsame Gräfin
- 1962 : Stück für Stück (TV)
- 1964 : Beobachtung eines alten Mannes (TV)
- 1964 : Campingplatz (TV)
- 1964 : Hafenpolizei (serie TV): episodio Quarantäne
- 1965 : Bernhard Lichtenberg (TV)
- 1966 : Der Beginn (TV)
- 1966 : Standgericht (TV)
- 1967 : Das Fräulein (TV)
- 1968 : Septembergewitter (TV)
- 1969 : Hürdenlauf (TV)
- 1972 : Einmal im Leben – Geschichte eines Eigenheims (serie TV)
- 1972 : Die Promotionsfeier (TV)
- 1973 : Der Kommissar (serie TV): episodio Tod eines Buchhändlers
- 1974 : Autoverleih Pistulla (serie TV)
- 1975 : Derrick (serie TV): episodio Ein Koffer aus Salzburg
- 1976 : Das Leben des schizophrenen Dichters Alexander März (TV)
- 1976 : Notarztwagen 7 (serie TV)
- 1977 : Eine Jugendliebe (TV)
- 1979 : Radieschen (TV)
- 1979 : Nachbarn und andere nette Menschen (TV)
- 1979 : Derrick (serie TV): episodio Die Puppe
- 1979 : Der eiserne Gustav (miniserie)
- 1979 : St. Pauli-Landungsbrücken (serie TV, un episodio)
- 1980 : Svabica (TV)
- 1980 : Derrick (serie TV): episodio Tödliche Sekunden
- 1981 : Familientag
- 1982 : Frau Jenny Treibel (TV)
- 1982 : Der Zubringer (TV)
- 1983 : Die Geschwister Oppermann (miniserie)
- 1984 : Montagsgeschichten TV)
- 1985 : Sylter Novelle (TV)
- 1987 : Sturmflut (TV)
- 1987 : Großstadtrevier (serie TV): episodio Feine Gesellschaft
- 1988 : Derrick (serie TV): episodio Die Stimme
- 1990 : Liebling Kreuzberg (serie TV): episodio Jede Menge Abschied
- 1992 : Endstation Harembar (TV)
- 1992 : Tatort (serie TV): episodio Experiment
- 1993 : Großstadtrevier (serie TV): episodio Bodo
- 1995 : Doppelter Einsatz (serie TV): episodio Nervensache
- 1996 : Die Stunde Null oder Die Kunst des Servierens (TV)
- 1997 : Großstadtrevier (serie TV): episodio Verliebt im Einsatz
- 1997 : Sanfte Morde (TV)
- 2000 : Großstadtrevier (serie TV): episodio Heimspiel
- 2000 : Hat er Arbeit? (TV)
- 2000 : Tatort (serie TV): episodio Rattenlinie
- 2000 : Vom Küssen und vom Fliegen
- 2001 : Das Glück sitzt auf dem Dach (TV)
- 2001 : Polizeiruf 110 (serie TV): episodio Die Frau des Fleischers
- 2002 : Der Verehrer (TV)